# Distrito de Prignitz Oriental-Ruppin
El Distrito de Prignitz Oriental-Ruppin (en alemán: Landkreis Ostprignitz-Ruppin) es un Landkreis (distrito) ubicado al noroeste del estado federal de Brandeburgo (Alemania). La capital del distrito reside en la ciudad de Neuruppin.
Toma su nombre de las regiones históricas de Prignitz y Ruppin.

## Composición del distrito
| Ciudades 1. Kyritz (10.158) 2. Lindow ¹ (3.276) 3. Neuruppin (32.145) 4. Neustadt (Dosse) ¹ (3.781) 5. Rheinsberg (9.005) 6. Wittstock/Dosse (16.363) Municipios libres de Amt 1. Fehrbellin (9.278) 2. Heiligengrabe (5.087) 3. Wusterhausen/Dosse (6.584) | Ämter y los Municipios 1. Neustadt (Dosse) (8.624) 1. Breddin (1.045) 2. Dreetz (1.261) 3. Neustadt (Dosse) (Ciudad) (3.781) 4. Sieversdorf-Hohenofen (869) 5. Stüdenitz-Schönermark (691) 6. Zernitz-Lohm (977) 2. Lindow (Mark) (5.059) 1. Herzberg (Mark) (708) 2. Lindow (Ciudad) (3.276) 3. Rüthnick (508) 4. Vielitzsee (567) 3. Temnitz (Localización: Walsleben) (5.724) 1. Dabergotz (605) 2. Märkisch Linden (1.224) 3. Storbeck-Frankendorf (537) 4. Temnitzquell (857) 5. Temnitztal (1.670) 6. Walsleben (831) |